# Diego Vilela Menezes dos Santos
Diego Vilela Menezes dos Santos (São Paulo, 24 de janeiro de 1985) é um futebolista brasileiro que atua como volante. Atualmente, está sem clube.

## Carreira
Em 2011, Rai teve sua primeira passagem pelo futebol internacional. Foi emprestado para o Chongqing Lifan, da China. Ficou lá até o meio do ano, quando teve seu contrato de empréstimo rescindido e voltou para a Portuguesa.

## Títulos
Portuguesa
- Campeonato Paulista - Série A2: 2007
- Campeonato Brasileiro - Série B: 2011[2]